# Richard Douieb
Pour les articles homonymes, voir Douieb.
Richard Douieb, né le 4 décembre 1956 à Jérusalem, est un professeur de krav-maga franco-israélien, fondateur et ancien président de la Fédération européenne de krav-maga.
Ceinture noire 6e darga, diplômé fédéral et militaire de l’État d’Israël, il a été formateur ponctuel dans divers groupes militaires et unités d'élite comme le GIGN au sein duquel il a enseigné de 1993 à 2005. Pionnier du krav-maga et nommé représentant officiel de la discipline en Europe par Imi Lichtenfeld, le fondateur de la méthode de combat, il a permis sa démocratisation en France.
En plus de sa maîtrise du krav-maga, Richard Douieb a été champion de France de boxe américaine dont il est ceinture noire et qu'il a enseignée à Argenteuil. Il est également ceinture noire de ju-jitsu et a pratiqué différents arts martiaux comme le judo, le karaté, la boxe française et le muay-thaï. Il intervient au club du Théâtre Trévise à Paris, ainsi qu'à celui de Montpellier-Mauguio, dans l'Hérault.

## Biographie

### Jeunesse et apprentissage du krav-maga
Richard Douieb est né à Jérusalem le 4 décembre 1956. Il réside en France jusqu’à l’âge de 16 ans puis retourne vivre en Israël. Sportif accompli, il commence la gymnastique acrobatique après avoir fait de la natation pendant six ans. Douieb débute ensuite les arts martiaux à 17 ans en commençant par la boxe anglaise et le karaté. 
Incorporé dans l'armée israélienne au milieu des années 1970, il découvre le krav-maga, technique de self-defense développée par un ancien instructeur de la Haganah, Imi Lichtenfeld. Incorporé par la suite dans un commando d’élite de Tsahal, Richard Douieb obtient un diplôme d’instructeur militaire en krav-maga en suivant l'enseignement d'Imi Lichtenfeld. 
Il est démobilisé de l'armée après une blessure en 1976 et passe une année de convalescence en maison de repos,.

### Un technicien pluri-disciplinaire

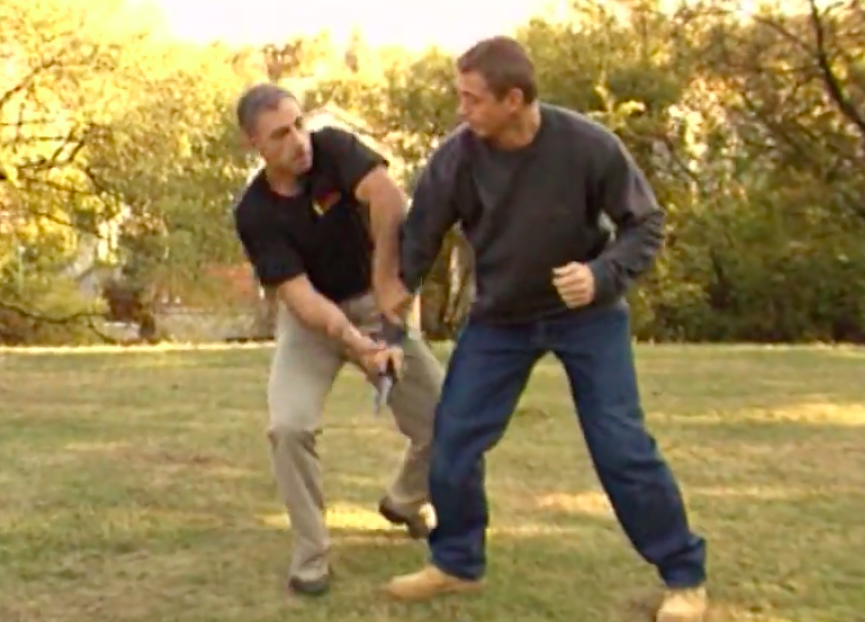
Douieb contrant une attaque au couteau.

En 1977, il reprend quotidiennement les cours de krav-maga auprès de Eli Avikzar, Raphi Elgrissi et Haim Zut et voit régulièrement Imi Lichtenfeld. Il obtient en 1980 sa ceinture noire et obtient le diplôme de professeur d'éducation physique.
Il revient en France en 1980 et pratique, outre le krav-maga, différentes disciplines : judo, jiu-jitsu (3e dan), boxe française, thaï et américaine, discipline qu’il enseigne alors à Argenteuil et dans laquelle il obtient un titre de Champion de France en 1983,.  
Entre 1982 et 1987, Richard Douieb passe en Israël les examens de 2e puis de 3e darga de krav-maga ainsi qu’un diplôme d’état de professeur agréé par l’éducation nationale israélienne.

### Pivot du développement du krav-maga en Europe

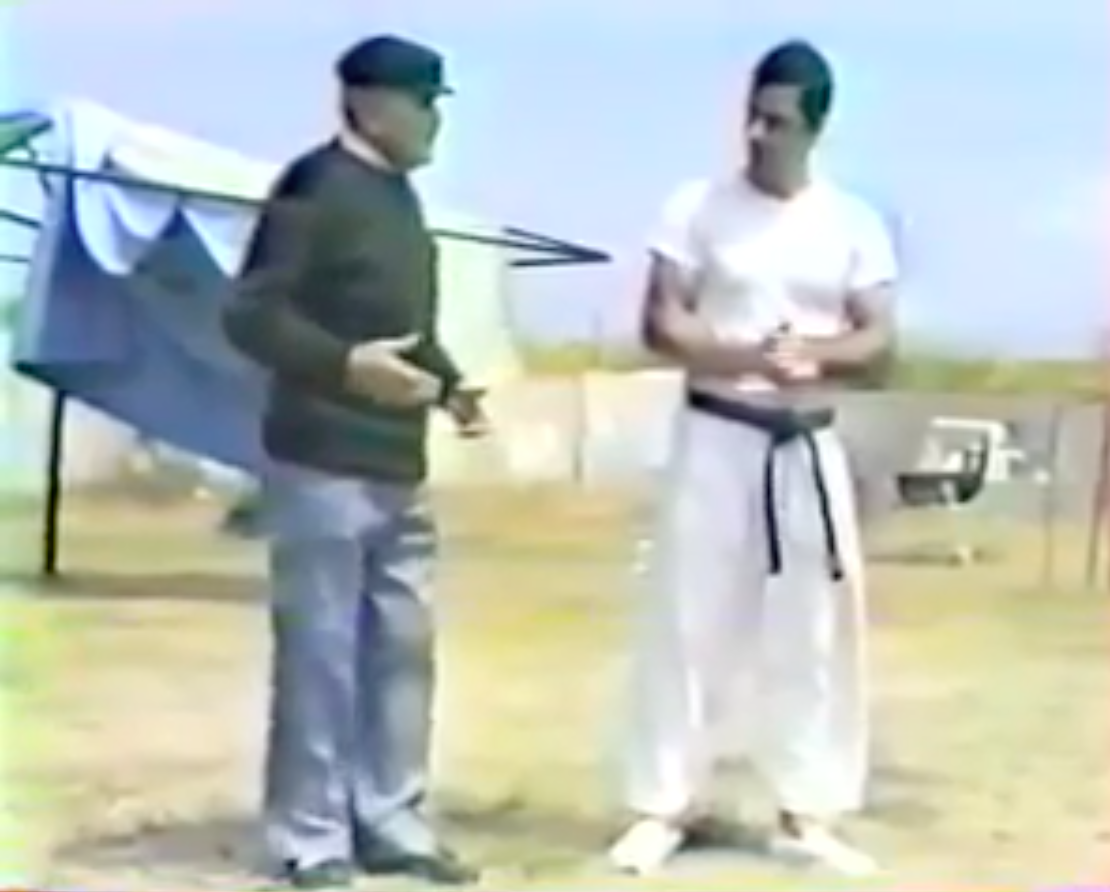
Douieb avec Imi Lichtenfeld en 1993.

À la fin des années 1980, il est nommé représentant officiel du krav-maga en Europe par Imi Lichtenfeld et fonde la première école en France en 1987,,. Totalement inconnue à son arrivée, à l'exception de rares initiés formés en Israël, cette discipline commence sous son impulsion à être reconnue par le grand public et les professionnels de la sécurité. Il commence donc à enseigner et forme des instructeurs tout en posant les fondements d'une structure supra-nationale.
C'est au gymnase du Théâtre Trévise en plein Paris que le premier club de krav-maga de France s'établit, après avoir été dans un premier temps installé rue du Faubourg Poissonière,,.
Il se rend régulièrement en Israël pour compléter sa formation en krav-maga et obtient son 4e darga en 1990. Ses premiers stages ont lieu en Suisse au sein de la société F.O.R.S. (Organisation de recherche technique dans la sécurité). En 1993, Richard Douieb devient le formateur exclusif en combat rapproché du Groupe d'intervention de la gendarmerie nationale (GIGN) français, responsabilité qu’il assume jusqu'en 2005,. En 1994, il débute la formation de la direction de Police et des Sport de Lausanne, sous forme de stages réguliers.
Il obtient le 5e darga en 1995 puis débute également des stages réguliers à l'unité d'intervention polonaise Centrum Skolenia Policji.

### Création de la Fédération européenne de krav-maga

Emblème de la FEKM fondée par Richard Douieb en 1997.

En 1997, Richard Douieb fonde la Fédération européenne de krav-maga pour structurer cette discipline et faire face à une demande de plus en plus grande en France et dans le reste de l'Europe, ainsi que pour assurer une formation de qualité aux enseignants. Il se détache du même coup de l'IKMA d'Haim Gideon, comme le fit 3 ans plus tôt Eyal Yanilov en créant l'IKMF.
En 2000, il obtient son 6e dan lors du Séminaire international des enseignants, puis fête en 2003 ses 30 ans de pratique.
La FEKM fédère la majorité des associations de krav-maga en France (comme le KMUD, KMPR, KMPO...) et une bonne partie en Europe en supervisant un programme d'enseignement technique respectant l'héritage du fondateur Imi Lichtenfeld où les instructeurs sont suivis attentivement. Il est précisé sur le site internet de la fédération que « chaque grade est validé après un temps de pratique requis et après un examen réel et exigeant ». La FEKM est actuellement présente dans 15 pays internationalement : la France évidemment mais aussi l'Allemagne, la Belgique, la Bulgarie, l'Espagne, la Finlande, le Royaume-Uni, l'Italie, le Luxembourg, la Pologne, le Portugal, la Suisse, la Tchéquie mais aussi le Canada et le Cameroun. 
De 2006 à 2011, les clubs français de la FEKM ainsi que plusieurs autres fédérations de krav-maga sont officiellement affiliés à la Fédération Française de Karaté et Disciplines Associées (FFKDA), afin d'asseoir leur présence et leur structure fédérale en France. Lors de la réunion de la Commission nationale FFKDA qui s'est tenue le 5 janvier 2007, il a été nommé coordinateur et responsable technique du krav-maga. La même année, il valide son BEES 1er degré et obtient son 6e dan de krav-maga délivré alors par la FFKDA.
Le 15 septembre 2011, la FEKM se retire de la FFKDA, après décision prise lors d'une assemblée générale avec tous les responsables de Clubs FEKM en France. Cette séparation fait suite aux trop grandes libertés prises par certains clubs et certains pratiquants se proclamant enseignants de krav-maga. Richard Douieb précise que « des grades ont été délivrés sans qu'il n'ait été possible de contrôler le niveau de certains responsables ». La FFKDA laissait des karatékas, n'ayant eu aucune formation pointue ou soutenue en krav-maga, décerner des ceintures noires mais également donner des cours sans qu'il n'en aient la légitimité martiale ou technique. Certaines ceintures noires de karaté se donnaient le droit d'enseigner le krav-maga car « une loi permettait à un karatéka, ayant un certain grade en karaté, à revendiquer le même en krav-maga » sans avoir pour autant à se parfaire dans la discipline. Voyant sa popularité grandir, le krav-maga est depuis souvent dévoyé et donc enseigné malgré des lacunes techniques ainsi qu'une absence de formation et de continuité d'enseignement. En conséquence, le terme dan est remplacé par le terme darga (degré en hébreu) pour signaler les niveaux de maîtrise une fois la ceinture noire obtenue.
En janvier 2019, Steve Schmitt lui succède comme président de la FEKM,.

## Grades
- Krav-maga :  Ceinture noire 6e darga
  - 1re darga en 1980
  - 2e darga en 1982
  - 3e darga en 1986
  - 4e darga en 1990
  - 5e darga en 1995
  - 6e darga en 2000
- Ju-jitsu :  Ceinture noire 3e dan
- Boxe américaine :  Ceinture noire

## Palmarès

### Boxe américaine

#### Championnats de France
- 1983
  -  Championnat de France

## Autres activités
De 1980 à 1994, Richard Douieb a travaillé dans la sécurité, en France métropolitaine comme en Guyane. Il a notamment occupé des postes dans des centres commerciaux à Pierrefitte-sur-Seine et à Stains,.
En plus de ses activités sportives et fédérales, il est l'auteur de nombreux livres techniques sur le krav-maga. En 2016, en collaboration avec Philippe Abitbol, il publie en auto-édition un texte retraçant la vie du fondateur du krav-maga, Imi Lichtenfeld, et la création de la discipline, Le combat d'un homme de paix : la vie d'Imrich Lichtenfeld, fondateur du krav-maga, Ménil-Hubert-en-Exmes, Richard Douieb-Philippe Abitbol, 2016, 336 p. (ISBN 978-2955852521), édité par Richatd Douieb et Ph. Abitbol.
Par la suite, il a également publié deux romans aux Éditions Baudelaire.
- Mémoire de l'Aube, Paris, Éditions Baudelaire, 2018, 121 p. (ISBN 979-1020313133)
- À la croisée des chemins, Paris, Éditions Baudelaire, 2022, 105 p. (ISBN 979-1020346445)

## Vie privée
Avec son épouse Anne-Gaëlle Barthe-Douieb, également ceinture noire de krav-maga, il a longtemps habité à la campagne en Picardie, près de Château-Thierry, où il possédait une maison avec un haras et plusieurs chevaux. Cavalier, il est passionné d'équitation depuis l'enfance. Le couple vit désormais en banlieue de Montpellier, dans l'Hérault.